# Suragina nigromaculata
Suragina nigromaculata är en tvåvingeart som först beskrevs av Enrico Adelelmo Brunetti 1929.  Suragina nigromaculata ingår i släktet Suragina och familjen bäckflugor.
Artens utbredningsområde är Zimbabwe. Inga underarter finns listade i Catalogue of Life.